# Sceloporus insignis
Espèce
Statut de conservation UICN

 LC  : Préoccupation mineure
Sceloporus insignis est une espèce de sauriens de la famille des Phrynosomatidae.

## Répartition
Cette espèce est endémique de la sierra de Coalcomán au Mexique. Elle se rencontre dans les États du Michoacán et du Jalisco.

## Étymologie
Le nom spécifique insignis vient du latin insignis, qui a un signe particulier, reconnaissable, en référence au fait que cette espèce se différencie de Sceloporus bulleri.

## Publication originale
- Webb, 1967 : Variation and distribution of the iguanid lizard Sceloporus bulleri, and the description of a related new species. Copeia, vol. 1967, no 1, p. 202-213.